# Каучук (акціонерне товариство)
РТИ-КАУЧУК – провідний виробник ґумотехнічних виробів у Росії. 
Весь асортимент стрічок конвеєрних, гумових рукавів, формових і неформових ґумово-технічних виробів. 
В Україні виконує роботи (Дозвіл від Держпромгірнагляду): експлуатація стрічки конвеєрної гумовотканинної важкогорючої типу 
2Ш-4-ТК-200-2-4,5/3,5-Г-1-РБ (шириною 800 та 1000 мм), виробництва 
ВАТ „РТИ-Каучук” (Росія), у гірничих виробках та надшахтних будівлях 
шахт України, в тому числі, небезпечних по газу або пилу

## Історія
Виробництво гумово-технічних виробів, згодом перетворене в акціонерне товариство "Каучук", було закладено в передмісті Риги в 1897 році і спочатку називалося "Гумова фабрика братів Фрейзінгер". Через майже півтора десятиліття дітище братів Фрейзінгер було акціоноване (Статут найвищий затверджений 22 грудня 1910 р.) і отримало свою остаточну назву, під яким і проіснувало аж до націоналізації.